# Ptilinopus greyi
El tilopo de Grey (Ptilinopus greyi) es una especie de ave columbiforme de la familia Columbidae endémica del sureste de Melanesia.

## Descripción
El tilopo de Grey tiene la mayor parte del plumaje verde, aunque tiene dos manchas rosa purpúreas una que ocupa la frente y la parte frontal del píleo (enmarcada en amarillo) y otra en la parte central del vientre. Además presenta una mancha amarilla en la zona cloacal. Los adultos de ambos géneros son muy similares, pero la mancha del vientre de los machos es algo más extensa. Los juveniles inicialmente carecen de las manchas rosadas de la cabeza y vientre, por lo que se les puede confundir con el tilopo de Tanna.

## Distribución y hábitat
Se encuentra en los bosques de tierras bajas de Nueva Caledonia, Vanuatu y las islas Santa Cruz (pertenecientes a las Islas Salomón), donde es común en la mayor parte de su área de distribución.